# 穆村镇 (柳林县)
穆村镇，是中华人民共和国山西省吕梁市柳林县下辖的一个乡镇级行政单位。

## 行政区划
穆村镇下辖以下地区：
穆村社区、杨家坪村、一村、二村、三村、张家山村、安沟村、堡上村、杜峪村和沙曲村。